# Potter Heigham
Potter Heigham – wieś w Anglii, w hrabstwie Norfolk, w dystrykcie North Norfolk. Leży 22 km na północny wschód od Norwich i 178 km na północny wschód od Londynu. Miejscowość liczy 961 mieszkańców.
Położona jest w sąsiedztwie obszaru chronionej przyrody The Broads.